# ناحیه استیر لند
ناحیه استیر لند (به آلمانی: Steyr-Land District) یک ناحیه در اتریش است که در اوبراسترایش واقع شده‌است. ناحیه استیر لند ۵۷٬۶۱۱ نفر جمعیت دارد.